# Sheryl Sandberg
Sheryl Kara Sandberg (Washington, 1969) és una economista, autora i directora executiva estatunidenca. Fou la directora operativa (COO) de Facebook des de 2008 fins 2022. També fou membre del consell d'administració des del 2012 fins al 2024.
Sandberg va néixer a Washington, Estats Units. És filla d'Adele i Joel Sandberg. Va estudiar a la Universitat Harvard. En 2008, quan treballava a Google fou fitxada per ser l'Executiu en cap de Facebook.
Sheryl va ser nomenada en la llista de les 25 Persones més Influents a la Web ("25 Most Influential People on the Web") per la revista Bloomberg Businessweek l'any 2011. També va estar en la llista de les 50 Dones més Poderoses en Negocis (50 "Most Powerful Women in Business") per la revista Fortune l'any 2008.